# Fondation Macy
La Josiah Macy, Jr. fondation, appelé aussi fondation Macy, est un organisme américain d'aide dans le domaine de la santé et de l'éducation.
Elle est connue pour ses conférences qui ont réuni des scientifiques d'horizons variés lors des conférences Macy et ont joué un rôle majeur dans l'élaboration de la cybernétique.

## Liens et références externes
- Josiah Macy
- Site de la fondation